# Cyjacjum

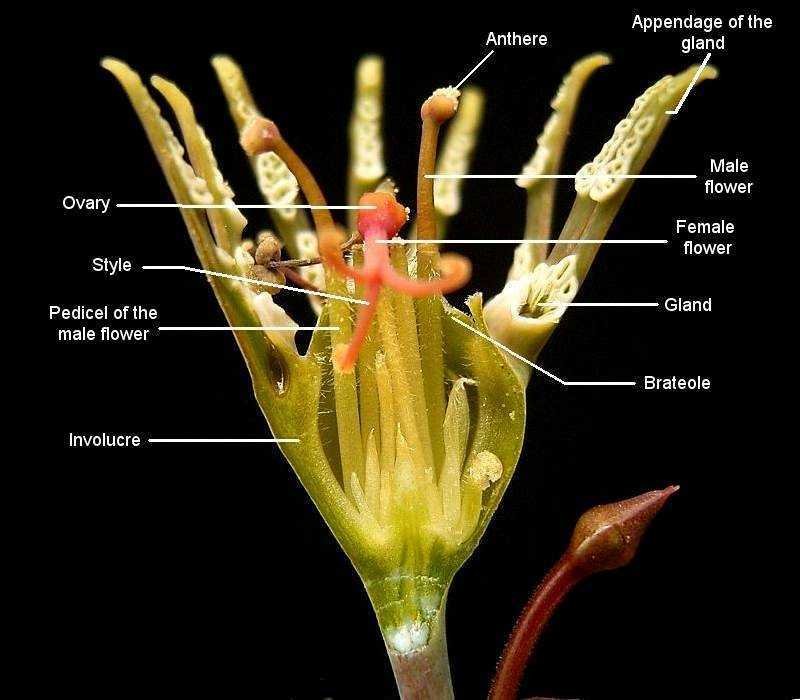
Przekrój przez cyjacjum

Diagram kwiatostanu złożonego z cyjacjum

Cyjacjum, cyjatium, cyathium – struktura zawierająca organy generatywne występująca u roślin wilczomleczowatych (Euphorbieae), szczególny rodzaj kwiatostanu. Taki kwiatostan funkcjonuje jak jeden obupłciowy kwiat, czyli jest rodzajem pseudanthium. Rozbieżności w interpretacji, czy struktura jest kwiatem, czy kwiatostanem sięgają XVIII wieku. Jako kwiat traktował strukturę Linneusz w opisie z 1753 roku, jako kwiatostan opisał Lamarck w roku 1786. Chociaż w kolejnych latach opis jako kwiatostan pojawiał się częściej, problem interpretacji pozostaje otwarty. Specyfika struktury jest na tyle duża, że ani określenie kwiatostan ani kwiat nie  w pełni zadowala botaników.
Cyjacjum ma kształt miseczki z wypustkami. Kwiatostan zawiera jeden, centralnie umieszczony słupek, stanowiący kwiat żeński, otoczony przez cztery lub pięć grup pręcików, stanowiących kwiaty męskie. Struktura zawiera często miodniki oraz wsparta jest przez efektowne podsadki. 
Cyathia zwykle zebrane są w kwiatostany złożone wyższych rzędów, wierzchotki.